# 云阁柱属
云阁柱属（学名：Marginatocereus）是仙人掌科的一属。

## 下属物种
本属包括以下物种：
- 白云阁 Marginatocereus marginatus (DC.) Backeb.